# جيم كولبيرت
جيم كولبيرت (بالإنجليزية: Jim Colbert)‏ هو لاعب غولف أمريكي، ولد في 9 مارس 1941 في إليزابيث في الولايات المتحدة.

## وصلات خارجية
- جيم كولبيرت على موقع رابطة لاعبي الغولف المحترفين (الإنجليزية)
- جيم كولبيرت على موقع قاعة كنساس للمشاهير الرياضية (مؤرشف) (الإنجليزية)